# Pływanie na Letnich Igrzyskach Olimpijskich 1964 – 4 × 100 m stylem zmiennym kobiet
Sztafeta 4 × 100 m stylem zmiennym kobiet – jedna z konkurencji pływackich rozgrywanych podczas XVIII Igrzysk Olimpijskich w Tokio. Eliminacje odbyły się 16 października, a finał 18 października 1964 roku.
Złoty medal wywalczyła sztafeta amerykańska w składzie: Cathy Ferguson (1:08,6), Cynthia Goyette (1:18,3), Sharon Stouder (1:06,1), Kathleen Ellis (1:00,9). Amerykanki zakończyły wyścig z czasem 4:33,9 i pobiły tym samym rekord świata. Srebro zdobyły Holenderki (4:37,0). Reprezentantki ZSRR, które w eliminacjach ustanowiły nowy rekord olimpijski, w finale uzyskały czas 4:39,2 i stanęły na najniższym stopniu podium.

## Rekordy
Przed zawodami rekord świata i rekord olimpijski wyglądały następująco:
| Rekord            | Reprezentacja | Czas   | Miejsce     | Data             |       |
| ----------------- | --- | ------ | ----------- | ---------------- | ----- |
| Rekord świata     | Stany Zjednoczone · Cathy Ferguson · Cynthia Goyette · Martha Randall · Kathleen Ellis                                  | 4:34,6 | Los Angeles | 28 września 1964 | [ 1 ] |
| Rekord olimpijski | Stany Zjednoczone · Lynn Burke (1:09,0) · Patty Kempner (1:20,9) · Carolyn Schuler (1:08,9) · Chris von Saltza (1:02,3) | 4:41,4 | Rzym        | 2 września 1960  | [ 2 ] |

W trakcie zawodów ustanowiono następujące rekordy:
| Data            | Etap konkurencji | Reprezentacja | Czas   | Rekord |
| --------------- | ---------------- | --- | ------ | ------ |
| 16 października | eliminacje       | ZSRR · Tatjana Sawieljewa (1:10,5) · Swietłana Babanina (1:15,2) · Tetiana Dewiatowa (1:10,0) · Natalja Bystrowa (1:03,4)  | 4:39,1 | OR     |
| 18 października | finał            | Stany Zjednoczone · Cathy Ferguson (1:08,6) · Cynthia Goyette (1:18,3) · Sharon Stouder (1:06,1) · Kathleen Ellis (1:00,9) | 4:33,9 | WR     |

## Wyniki

### Eliminacje
| Miejsce | Wyścig | Tor | Państwo                       | Zawodniczki                                                                                                  | Czas   | Uwagi |
| ------- | ------ | --- | ----------------------------- | --- | ------ | ----- |
| 1.      | 1      | 4   | ZSRR                          | Tatjana Sawieljewa (1:10,5) Swietłana Babanina (1:15,2) Tetiana Dewiatowa (1:10,0) Natalja Bystrowa (1:03,4) | 4:39,1 | Q,    |
| 2.      | 1      | 6   | Japonia                       | Satoko Tanaka (1:08,6) Noriko Yamamoto (1:20,6) Eiko Takahashi (1:08,0) Michiko Kihara (1:03,4)              | 4:40,6 | Q     |
| 3.      | 2      | 2   | Stany Zjednoczone             | Nina Harmer (1:10,4) Judy Reeder (1:22,3) Susan Pitt (1:07,0) Lillian Watson (1:01,9)                        | 4:41,6 | Q     |
| 4.      | 2      | 5   | Wspólna Reprezentacja Niemiec | Ingrid Schmidt (1:11,2) Bärbel Grimmer (1:19,2) Heike Hustede (1:09,6) Martina Grunert (1:03,2)              | 4:43,2 | Q     |
| 5.      | 1      | 5   | Holandia                      | Corrie Winkel (1:11,5) Klenie Bimolt (1:18,1) Adrie Lasterie (1:12,4) Erica Terpstra (1:02,1)                | 4:44,1 | Q     |
| 6.      | 2      | 6   | Wielka Brytania               | Linda Ludgrove (1:10,6) Stella Mitchell (1:20,0) Mary-Anne Cotterill (1:10,2) Liz Long (1:03,5)              | 4:44,3 | Q     |
| 7.      | 2      | 4   | Kanada                        | Eileen Weir (1:10,3) Marion Lay (1:22,9) Mary Stewart (1:09,7) Helen Kennedy (1:03,7)                        | 4:46,6 | Q     |
| 8.      | 2      | 3   | Węgry                         | Mária Balla (1:11,5) Zsuzsa Kovács (1:23,0) Márta Egerváry (1:12,0) Csilla Madarász-Bajnogel (1:02,4)        | 4:48,9 | Q     |
| 9.      | 1      | 3   | Australia                     | Nanette Duncan (1:13,0) Marguerite Ruygrok (1:21,9) Linda McGill (1:16,1) Dawn Fraser (1:01,3)               | 4:52,3 |       |

### Finał
| Miejsce | Tor | Państwo                       | Zawodniczki                                                                                                  | Czas     | Uwagi |
| ------- | --- | ----------------------------- | --- | -------- | ----- |
| 1. !    | 3   | Stany Zjednoczone             | Cathy Ferguson (1:08,6) Cynthia Goyette (1:18,3) Sharon Stouder (1:06,1) Kathleen Ellis (1:00,9)             | 4:33,9   | WR    |
| 2. !    | 2   | Holandia                      | Corrie Winkel (1:12,2) Klenie Bimolt (1:18,5) Ada Kok (1:05,0) Erica Terpstra (1:01,3)                       | 4:37,0   |       |
| 3. !    | 4   | ZSRR                          | Tatjana Sawieljewa (1:11,1) Swietłana Babanina (1:15,3) Tetiana Dewiatowa (1:09,3) Natalja Ustinowa (1:03,5) | 4:39,2   |       |
| 4.      | 5   | Japonia                       | Satoko Tanaka (1:09,5) Noriko Yamamoto (1:20,5) Eiko Takahashi (1:09,3) Michiko Kihara (1:02,7)              | 4:42,0   |       |
| 5.      | 7   | Wielka Brytania               | Jill Norfolk (1:12,1) Stella Mitchell (1:19,8) Mary-Anne Cotterill (1:09,4) Liz Long (1:04,5)                | 4:45,8   |       |
| 6.      | 1   | Kanada                        | Eileen Weir (1:11,5) Marion Lay (1:23,9) Mary Stewart (1:09,3) Helen Kennedy (1:05,2)                        | 4:46,6   |       |
| 7. !    | 6   | Wspólna Reprezentacja Niemiec | Ingrid Schmidt (1:11,2) Bärbel Grimmer (1:19,0) Heike Hustede (1:10,8) Martina Grunert (DSQ; 1:01,5)         | 9:99,9 ! | DSQ   |
| 7. !    | 8   | Węgry                         | Mária Balla (1:12,3) Zsuzsa Kovács (1:23,6) Márta Egerváry (1:11,4) Csilla Madarász-Bajnogel (DSQ; 1:01,4)   | 9:99,9 ! | DSQ   |